# Нуэвос Министериос
«Нуэ́вос Министе́риос» (исп. Nuevos Ministerios — «Новые министерства») — комплекс правительственных зданий в мадридском районе Чамбери. 
Комплекс расположен в квартале, ограниченном бульваром Пасео-де-ла-Кастельяна, улицами Раймундо-Фернандес-Вильяверде и Агустин-де-Бетанкур и площадью Сан-Хуан-де-ла-Крус, и интегрирован в финансово-деловой центр AZCA. Рядом размещается одноимённая пересадочная станция Мадридского метрополитена и пригородной электрички. В настоящее время в «Нуэвос Министериос» размещаются министерство развития и министерство труда и социального обеспечения и один департамент министерства сельского хозяйства, продовольствия и охраны окружающей среды Испании.

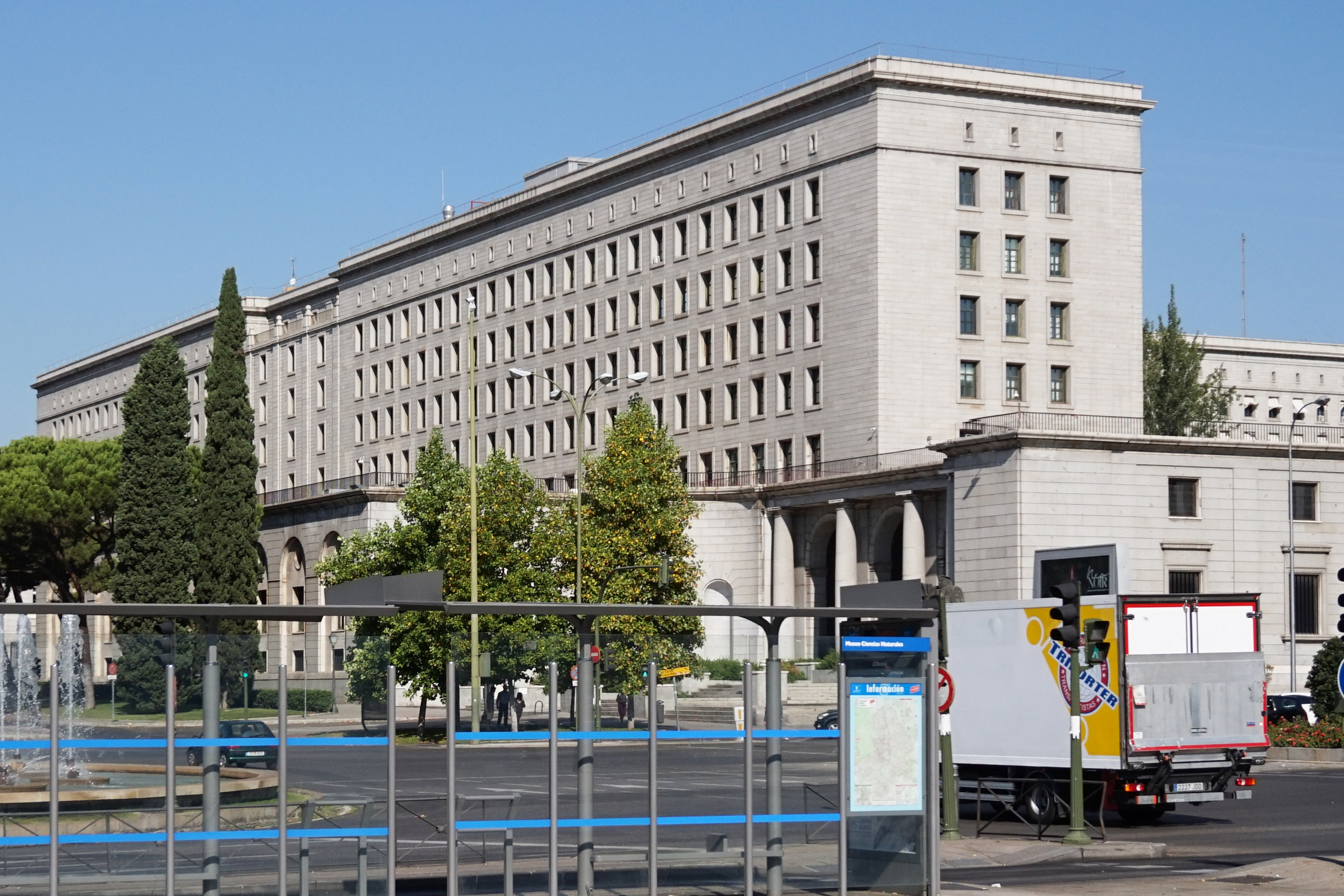

Вскоре после провозглашения Второй Испанской Республики мэрия Мадрида занялась планами развития испанской столицы, прежде всего в северном направлении. Проект «Нуэвос Министериос» на месте снесённого ипподрома был подготовлен архитектором Секундино Суасо и вскоре получил поддержку министра общественных работ Индалесио Прието. Строительство правительственного комплекса началось в 1933 году, было заморожено в период гражданской войны и завершилось в 1942 году. В центральной части комплекса в окружении зданий находится открытая зона с площадками, фонтанами и прудами. Со стороны бульвара Пасео-де-ла-Кастельяна размещается аркада с выставочным залом.